# Taggig kammussla
Taggig kammussla (Palliolum striatum) är en musselart som först beskrevs av Otto Friedrich Müller 1776. Taggig kammussla ingår i släktet Palliolum och familjen kammusslor. Arten är reproducerande i Sverige. Inga underarter finns listade i Catalogue of Life.